# Tan (谈)
Tan 谈 is een minder voorkomende Chinese achternaam en staat op de 118e plaats van de Baijiaxing. In sommige dynastieën werden mensen met deze achternaam gedwongen hun achternaam in Tan (谭) te veranderen.

## Bekende personen met de naam 谈
- On Xuebin
- Tam Shek-Wing/談錫永
- Tan Jiazhen
- Tan Qian
- Tan Guangnan
- Tan Ba